# Coates, West Sussex
Coates är en by i civil parish Fittleworth, i distriktet Chichester, i grevskapet West Sussex i England. Byn är belägen 19 km från Chichester. Coates var en civil parish fram till 1933 när blev den en del av Fittleworth. Civil parish hade 70 invånare år 1931.